# Czarna suknia (film 1991)
Czarna suknia (ang. Black Robe) – kanadyjsko-australijski dramat przygodowy z 1991 roku w reżyserii Bruce’a Beresforda, zrealizowany na podstawie powieści Briana Moore’a pod tym samym tytułem. Zdjęcia kręcono w Rouen oraz w kanadyjskiej prowincji Quebec.

## Fabuła
Akcja filmu rozgrywa się w XVII wieku na terenach Nowej Francji. Misjonarz ojciec Laforgue udaje się w głąb zamieszkanych przez Indian terenów w poszukiwaniu wioski Huronów w towarzystwie nazywających go Czarną suknią tubylców z plemienia Algonkinów. Wyprawa nękana jest przez Irokezów. Podejrzewany o czary misjonarz zostaje opuszczony przez towarzyszy i dalej samotnie zmierza do celu.
Historia inspirowana prawdziwymi wydarzeniami związanymi z grupą jezuitów prowadzących misje na terenach francuskiej kolonii, których papież Pius XI beatyfikował w 1922 roku i kanonizował w 1930 roku jako męczenników kanadyjskich.

## Nagrody
W 1991 roku film zdobył nagrodę Genie, przyznawaną przez Kanadyjską Akademię Filmową i Telewizyjną, w siedmiu kategoriach (w tym dla najlepszego filmu). W pięciu innych kategoriach był w tym samym roku do Genie nominowany.
Jest to pierwsza oficjalna koprodukcja kanadyjsko-australijska, która zdobyła uznanie jako jeden z nielicznych filmów fabularnych realistycznie oddających życie w XVII wieku na dziewiczych terenach Ameryki Północnej.

## Obsada
- Lothaire Bluteau – Ojciec Laforgue
- François Tassé – Ojciec Bourque
- Frank Wilson – Ojciec Jarome
- Lawrence Bayne – Neehatin
- Billy Two Rivers – Ougebmat
- August Schellenberg – Chomina
- Sandrine Holt – Anuka
- Aden Young – Daniel
- Harrison Liu – Awondoie
- Raoul Trujillo – Kiotseaton
- Wesley Cote – Oujita
- James Bobbish – Ondesson
- Jean Brousseau – Champlain
- Tantoo Cardinal – Żona Chominy
- Denis Lacroix – Taratande
- Yvan Labelle – Mestigoit
- Gordon Tootoosis – Aenons

## Źródła internetowe
- Stop klatka. [dostęp 2008-10-27]. (pol.).